# Engels-Spaanse Oorlog (1625-1630)
De Engels-Spaanse Oorlog vond plaats tussen 1625 en 1630 en was een onderdeel van de Tachtigjarige Oorlog.

## Achtergrond
Koning Jacobus I van Engeland (1603-1625) was een vredelievende heerser en maakte een einde aan de Spaans-Engelse Oorlog (1585-1604). Zijn zoon Karel I, was een absolute monarch, en wilde een plaats op het Europese toneel. 
Na het verlies van Breda aan de Spanjaarden, ondertekende hij in 1625 een verdrag met de Republiek der Zeven Verenigde Nederlanden en probeerde de Spanjaarden een hak te zetten.

## Ondernemingen
In navolging van de vorige oorlog probeerde hij de havenstad Cádiz te veroveren, wat op een sisser afliep. Een poging om de Franse hugenoten te helpen in het Beleg van La Rochelle (1627-1628) was al even onsuccesvol. In 1628 werd zijn belangrijkste generaal Hertog van Buckingham vermoord. De steun aan de Republiek was wel doorslaggevend, met de verovering van 's-Hertogenbosch in 1629 als resultaat.
Na het verlies van eilandengroep Saint Kitts en Nevis in de Caraïbische Zee aan de Spanjaarden in 1629, waren de Engelsen gedwongen te onderhandelen.

## Resultaat
Op 15 november 1630 werd het Verdrag van Madrid, voorbereid door Peter Paul Rubens, ondertekend. De oorlog was een financieel fiasco en in plaats van een erkenning op het wereldtoneel, was het resultaat de eerste stap naar de Engelse Burgeroorlog en zijn onthoofding.